# Holmsjön (Nysätra socken, Västerbotten)
Holmsjön är en sjö i Robertsfors kommun i Västerbotten och ingår i Kålabodaåns huvudavrinningsområde. Sjön har en area på 0,151 kvadratkilometer och ligger 34 meter över havet. Vid provfiske har abborre, gädda och mört fångats i sjön.

## Delavrinningsområde
Holmsjön ingår i det delavrinningsområde (714239-175136) som SMHI kallar för Utloppet av Holmsjön. Medelhöjden är 40 meter över havet och ytan är 0,76 kvadratkilometer. Räknas de 3 avrinningsområdena uppströms in blir den ackumulerade arean 3,1 kvadratkilometer. Vattendraget som avvattnar avrinningsområdet har biflödesordning 3, vilket innebär att vattnet flödar genom totalt 3 vattendrag innan det når havet efter 9,4 kilometer. Avrinningsområdet består mestadels av skog (75 procent). Avrinningsområdet har 0,15 kvadratkilometer vattenytor vilket ger det en sjöprocent på 19,9 procent.